# Afrana johnstoni
Afrana johnstoni é uma espécie de anfíbio da família Ranidae.
É endémica do Malawi.
Os seus habitats naturais são: regiões subtropicais ou tropicais húmidas de alta altitude, campos de altitude subtropicais ou tropicais e rios.
Está ameaçada por perda de habitat.